# Virtuosi Racing

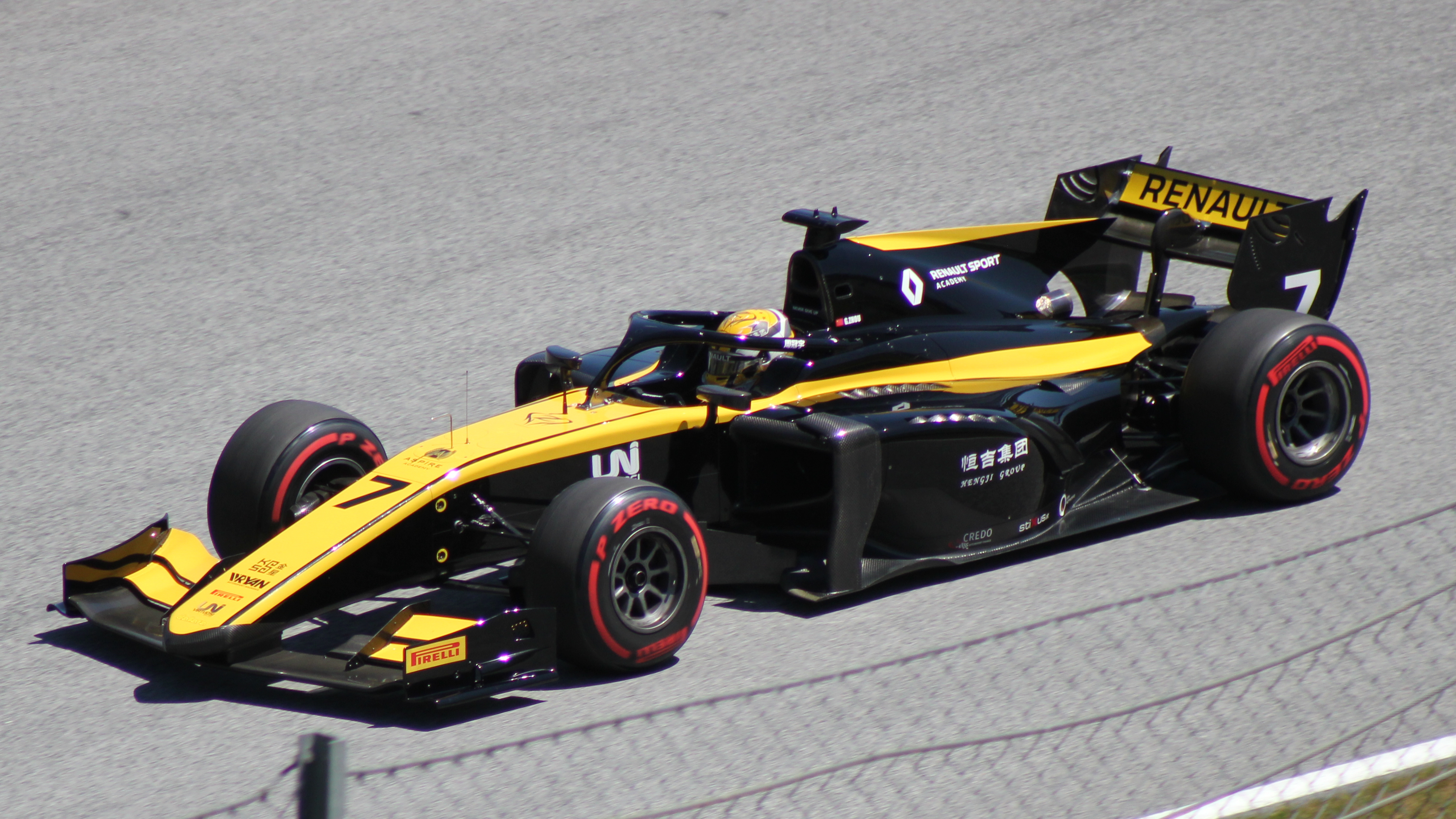
Virtuosi Fahrer Zhou 2019

Virtuosi Racing (auch Virtuosi UK) ist ein britisches Rennteam, welches unter dem Namen UNI-Virtuosi fährt. Das Team fuhr von 2019 bis 2023 in der FIA-Formel-2-Meisterschaft, davor in der Serie Auto GP.

## Geschichte

### Auto GP und GP2-Serie
Im Jahr 2012 wandten sich Paul Devlin und Andy Roche an den Geschäftsmann Declan Lohan, um finanzielle Unterstützung zu erhalten. Das Team von Virtuosi UK wurde in Carleton Rode, Norfolk gegründet, um an der Auto GP teilzunehmen. Das Team fuhr in der  GP2-Serie 2011 mit dem norwegischen Fahrer Pål Varhaug. Seine Partner waren der Euroformula-Open-Fahrer Matteo Beretta und der Formel-Renault-3.5-Fahrer Sten Pentus, bevor sie von Francesco Dracone ersetzt wurden. Varhaug gewann das Hauptrennen in Sonoma und die Reserve-Grid-Rennen in Monza und auf dem Hungaroring. Er wurde Zweiter in der Fahrerwertung und das Team Vierter in der Teamwertung.
Für die Saison 2013 verpflichtete das Team den ehemaligen italienischen Euroformula Open-Fahrer Andrea Roda. Sein Partner war der Russe Max Snegirev, der davor für Campos Racing fuhr. Im Gegensatz zur vorherigen Saison erreichten die Virtuosi-Fahrer keinen Podiumsplatz und wurden so in der Teamwertung nur Siebter.
Das Team verlängerte mit Andrea Roda für die Saison 2014. Bei den beiden Eröffnungsrennen wurden drei Autos eingesetzt, die vom slowakischen Rennfahrer Richard Gonda und von Sam Dejonghe gefahren wurden. In Imola wurde das zweite Auto mit Varhaug besetzt, aber in Spielberg vom ungarischen Rennfahrer Tamás Pál Kiss ersetzt, der Zele Racing verlassen hatte. Ebenfalls in Spielberg gewann das Team ein Reverse-Grid-Rennen. Dies war der erste Sieg für Virtuosi seit 2012. Kiss konnte danach zwei Siege am Nürburgring und in Estoril für das Team erlangen. Das Team wurde Zweiter in der Teamwertung.
Im Jahr 2015 verpflichtete das Team den russischen Deutsche-Formel-3-Cup-Fahrer Nikita Zlobin. Außerdem ersetzte das Team den Rennstall iSport International und nahm so an der GP2-Serie teil.

### Formel 2

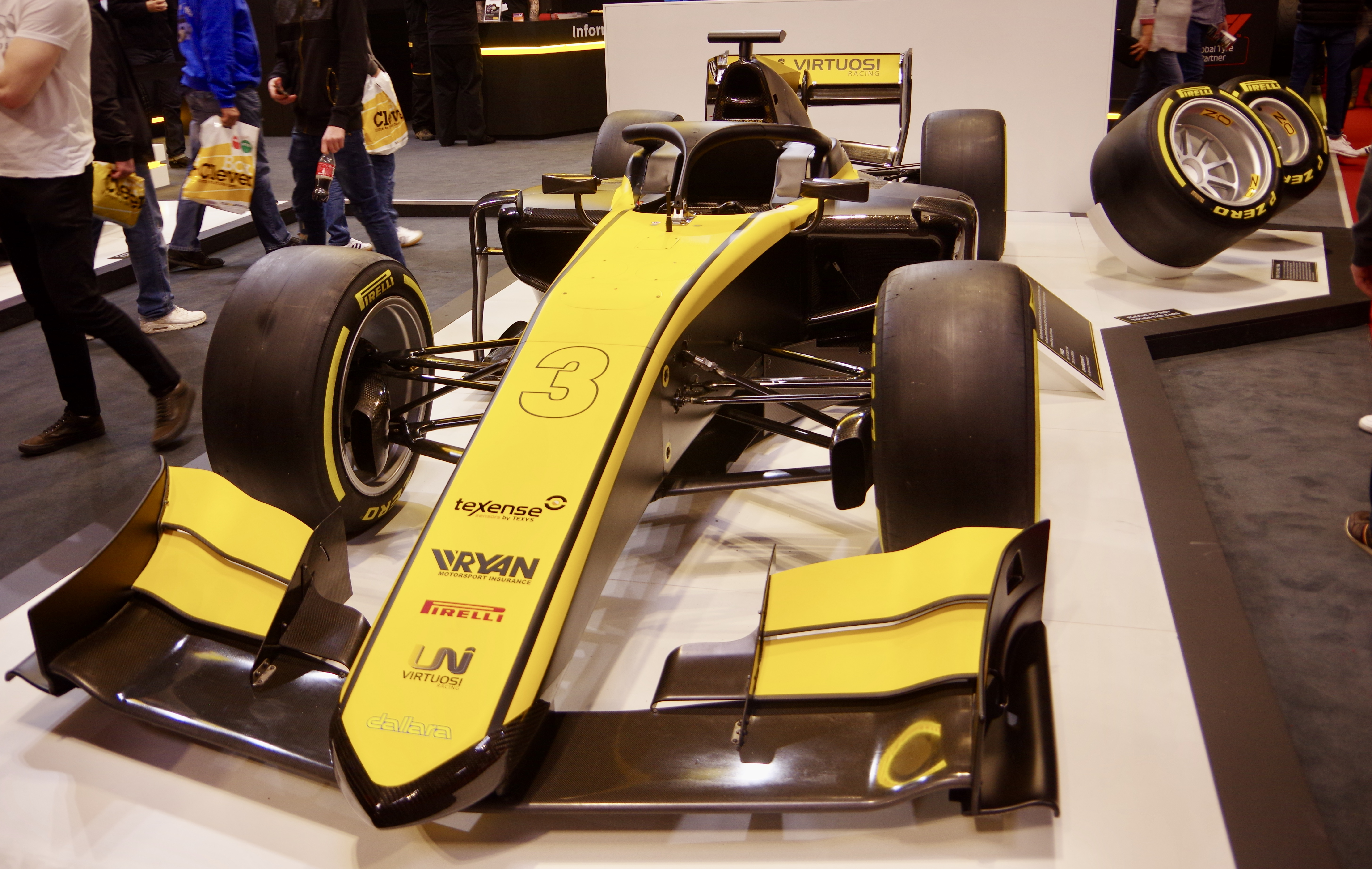
F2-Auto von Virtuosi

Am 4. Dezember 2018 wurde bekannt gegeben, dass Virtuosi in der FIA-Formula-2-Meisterschaft in der Saison 2019 unter dem Namen UNI-Virtuosi fahren wird. Am folgenden Tag wurde der chinesische Rennfahrer Guanyu Zhou als erster Fahrer benannt. Am Tag danach wurde der Italiener Luca Ghiotto als zweiter Fahrer für UNI-Virtuosi bekanntgegeben.
Für die Saison 2020 verließ Luca Ghiotto das Team. Für ihn fuhr der Brite Callum Ilott.

## Statistiken

### FIA Formel 2 Meisterschaft
| Saison | Auto                       | Fahrer           | Rennen | Siege | Poles | Schnellste Rennrunden | Podien | Team- wertung | Punkte |
| ------ | -------------------------- | ---------------- | ------ | ----- | ----- | --------------------- | ------ | ------------- | ------ |
| 2019   | Dallara F2 2018-Mecachrome | Luca Ghiotto     | 22     | 4     | 2     | 2                     | 9      | 2.            | 347    |
| 2019   | Dallara F2 2018-Mecachrome | Guanyu Zhou      | 22     | 0     | 1     | 2                     | 5      | 2.            | 347    |
| 2020   | Dallara F2 2018-Mecachrome | Callum Ilott     | 24     | 3     | 5     | 0                     | 6      | 2.            | 352,5  |
| 2020   | Dallara F2 2018-Mecachrome | Guanyu Zhou      | 24     | 1     | 1     | 1                     | 5      | 2.            | 352,5  |
| 2021   |                            | Felipe Drugovich |        |       |       |                       |        |               |        |

## Teilnahmen
| Aktuelle Serien            | Aktuelle Serien |
| -------------------------- | --------------- |
| FIA-Formel-2-Meisterschaft | 2019–2023       |
| Ehemalige Serien           |                 |
| Auto GP                    | 2012–2015       |
| GP2-Serie                  | 2015–2016       |